# Brachymenium sipapoense
Brachymenium sipapoense är en bladmossart som beskrevs av Edwin Bunting Bartram 1960. Brachymenium sipapoense ingår i släktet Brachymenium och familjen Bryaceae. Inga underarter finns listade i Catalogue of Life.